# Anto Orlovac
Mons. Anto Orlovac (Bukovica podno Banjolučke Kozare, 30. siječnja 1947.), hrvatski katolički svećenik, crkveni prosvjetni djelatnik, katolički publicist i visoki crkveni dužnosnik i dužnosnik u katoličkim medijima, crkveni pravnik i crkveni povjesničar. Živi i radi u Banjoj Luci.

## Životopis
Rodio se je 1947. u Bukovici kod Banje Luke, od oca Ive Orlovca i majke Marije rođ. Vidović. Predzadnje je dijete u obitelji sa sedmero djece. Škole je pohađao u rodnoj Bukovici, Barlovcima, Trnu, Zagrebu, Đakovu i Innsbrucku. Na Bogoslovnom fakultetu sveučilišta u austrijskom Innsbrucku magistrirao je 1973., a doktorirao teologiju 1977. godine temom podnaslova Osnutak Banjolučke biskupije u okviru ponovnog uvođenja redovite hijerarhije u Bosni i Hercegovini .
1. srpnja 1972. se je godine zaredio u trapističkoj crkvi u Banjoj Luci, na Petrovo, za svećenika Banjolučke biskupije. Većinu je svog života proveo službujući na području banjolučke biskupije. Djelovao je u župama Banjoj Luci i Ravskoj te među prognanicima u okolici Karlovca (u Tušiloviću i Krnjaku).
Profesor Vrhbosanske katoličke bogoslovije. Predavao crkvenog prava na tamošnjoj Visokoj teološkoj školi. Od početka akademske godine 1996./97. rektor vrhbosanske bogoslovije (dvije godine, do 1998.). Predavao i na Teološkom institutu u Banjoj Luci. Obnaša dužnost ravnatelja Katoličke tiskovne agencije. U Banjolučkoj biskupiji također i generalni vikar sve do imenovanja pomoćnog biskupa mons. dr Marka Semrena 2010. godine obnašao je uz to i dužnost generalnog vikara Banjolučke biskupije. 2003. je godine bio predsjednik Crkvenoga organizacijskog odbora za doček Svetog Oca.
Piše prikaze, osvrte, komentare, recenzije, članke i dr. u časopisima i listovima: Vrhbosna, Vrhbosnensia, Hrvatsku misao iz Sarajeva, Croatica christiana periodica, Glas Koncila, Katolički tjednik, Hrvatsko slovo i dr.
Afirmirani je pisac o proganjanim i ubijenim hrvatskim svećenicima, redovnicima i redovnicama, svećenicima žrtvama rata i o župama u vihorima ratova. 
Piše i bavi se znanstvenim istraživanjem osobito crkvene povijesti Banjolučke biskupije, njezinih župa i osobito života i djelovanja pokojnih svećenika.
Biskupski je vikar za hrvatski martirologij. Osim martirološkim temama, bavi se i pisanjem o pjesničkim radovima svećenika.
Napisao je više knjiga znanstvenih i popularnih radova iz hrvatske crkvene povijesti.
Okušao se i u duhovnoj poeziji. Autor je pjesme Zastidje se rijeka Drina. Pjesma je posvećena Drinskim mučenicama, a objavio ju je u 28. broju Suze dolinske, lista župe Uznesenja BDM Dolina, godišnjeg lista čije izlaženje Orlovac redovito prati. U knjizi Zemljo Bosno i Hercegovino, papa te nosi u srcu objavio je svoju pjesmu u desetercu Banjaluku papa pohodio, povodom drugog pastoralnog pohoda Ivana Pavla II. BiH 22. lipnja 2003. godine.

## Djela
- Zbornik o Bosanskom Grahovu Hrvati Dinare Slavka Galiota i Ante Orlovca: Procvat, propast i obnova
- tekstovi u Zoran Filipović: »Sveti Otac Ivan Pavao II. u II. pastirskom pohodu Bosni i Hercegovini, Banja Luka, 22. lipnja 2003«; (priredio i autor fotografija) Zoran Filipović[13]
- Slike izgubljenog zavičaja[1]
- Oko fra Vidova bunara[1](monografija rodne župe sv. Vida u Barlovcima, 2005.)[4]
- Zaustavi se, čovječe!(meditacije u Katoličkom tjedniku)[3]
- Idite i navješćujte (propovjedničke homilije u Katoličkom tjedniku)[3]
- Vjera oči otvara  (propovjedničke homilije)[4]
- Riječi života vječnoga   (propovjedničke homilije)[4]
- Vjeran do smrti. Život i mučeništvo banjolučkoga svećenika Ante Dujlovića, Biskupski ordinarijat Banja Luka, 2004.[7](životopis svećenika Ante Dujlovića 2004.; prevedeno i na poljski jezik)[4]
- Banjolučki martirologij, Svećenici banjolučke biskupije – žrtve ratova dvadesetog stoljeća (1999.)[4]
- Šematizam Banjalučke biskupije (2000.) [4]
- Procvat, propast, obnova (o župi Bos. Petrovac-Drvar, dva izdanja 2001. i 2006.)[4]
- Učiteljica života – Prilozi iz povijesti katoličke crkve na području današnje Bosne i Hercegovine (2004) [4]
- Župa Presnače i njezini mučenici (2005.)[4]
- Prijedorski mučenički trolist (2005.)[4]
- Rimokatolička župa sv. Ante Padovanskoga u Prnjavoru nekoć i danas (2006.)[4]
- Slike izgubljenoga zavičaja (monografija župe Trn, 2008.) [4]
- Palme im u rukama – život i mučeništvo župnika Krešimira Barišića i uništenje župe Krnjeuša 1941. godine (2008.) [4]
- Leksikon pokojnih svećenika Banjolučke biskupije (2011.)[4]
- Plamteća zvijezda u noći mržnje (životopis svećenika-mučenika Ivana Grgića, 2012.) te najnovija Stoljeće i pol župe Obljaj-Bosansko Grahovo (2013.)[4]
- Jedno stoljeće Banjolučke crkve (monografija o stoljeću banjolučke biskupije. Izradu naručio biskup Alfred Pichler, zbog komunističkih pritisaka nije smjela biti objavljena)[4]

Suautor je u dvadesetak knjiga. Ističu se:
- Banjolučka biskupija u riječi i slici od 1881. do 2006 (s Franjom Marićem)[4]
- Zemljo Bosno i Hercegovino, papa te nosi u srcu (s Ivicom Božinovićem)[4]
- Ljubav sve nadvladava ' (suautor i urednik)

Priredio za tisak knjigu Nikole Bilogrivića Katolička Crkva na području Banjalučke biskupije do invazije Turaka.